# 조여예
조여예(趙與芮, 1207년 ~ 1287년 2월)는 중국 남송의 황족이며 송 도종의 친동생이자 송 이종의 생부, 남송 말년의 유주 3명 송 공제, 송 단종, 송 소제의 조부이다. 1276년 남송이 망하자 원나라에 압송되고 평원군공에 봉해졌다.